# In punta di piedi (film 1960)
In punta di piedi (Tall Story) è un film del 1960 diretto da Joshua Logan.

## Produzione
È una commedia romantica prodotto dalla Warner Bros. ispirata al racconto The Homecoming Game di Howard Nemerov.
Il film segnò il debutto nel mondo del cinema dell'attrice Jane Fonda, all'epoca ventiduenne.